# Кіт Ньютон
Кіт Ньютон (англ. Keith Newton; 23 червня 1941, Манчестер — 15 червня 1998, Блекберн) — англійський футболіст, що грав на позиції захисника.
Виступав за клуби «Блекберн Роверз», «Евертон» та «Бернлі», а також національну збірну Англії.
Чемпіон Англії.

## Клубна кар'єра
У дорослому футболі дебютував 1960 року виступами за команду клубу «Блекберн Роверз», в якій провів дев'ять сезонів, взявши участь у 306 матчах чемпіонату. Більшість часу, проведеного у складі «Блекберн Роверз», був основним гравцем захисту команди.
Протягом 1969—1971 років захищав кольори команди клубу «Евертон». За результатами першого сезону в ліверпульському клубі виборов титул чемпіона Англії.
1971 року перейшов до клубу «Бернлі», за який відіграв 7 сезонів. Граючи у складі «Бернлі» також здебільшого виходив на поле в основному складі команди. Завершив професійну кар'єру футболіста виступами за команду з п'ятого за силою англійського дивізіону «Моркем» в сезоні 1978/79.
Помер 15 червня 1998 року на 57-му році життя.

## Виступи за збірну
1966 року дебютував в офіційних матчах у складі національної збірної Англії. Протягом кар'єри у національній команді, яка тривала 5 років, провів у формі головної команди країни 27 матчів.
У складі збірної був учасником чемпіонату Європи 1968 року в Італії, на якому команда здобула бронзові нагороди, а також чемпіонату світу 1970 року в Мексиці.

## Титули і досягнення
- Чемпіон Англії (1):

«Евертон»: 1969–1970
- Володар Суперкубка Англії (2):

«Евертон»: 1970
«Бернлі»: 1973